# Idaea neovalida
Idaea neovalida là một loài bướm đêm trong họ Geometridae.